# 98-ма гвардійська повітрянодесантна дивізія (СРСР)
98-ма гвардійська повітрянодесантна Свірська Червонопрапорна, ордена Кутузова дивізія (98 гв. ПДД, в/ч 62295) — з'єднання повітрянодесантних військ Радянської армії, що існувало у 1944—1992 роках.
З'єднання брало активну участь в бойових діях на завершальному етапі Другої світової війни, в операціях та навчаннях Радянської армії в період з 1946 по 1991 роки.
Після розпаду СРСР в 1992 році дивізія була розділена поміж Україною, Росією та Молдовою. Росії відійшов штаб дивізії з більшою частиною двох полків, і до складу Збройних сил РФ ці частини увійшли як 98-ма повітрянодесантна дивізія.
На основі частини особового складу і машин 217-го гвардійського парашутно-десантного полку, які залишилися в Україні, почалося формування 25-ї окремої повітрянодесантної бригади.

## Історія
Історія створення дивізії розпочалась з 13-ї гвардійської повітрянодесантної дивізії, яка була сформована у грудні 1943 року та була зведена з трьох окремих повітрянодесантних бригад — 18-ї, 19-ї та 20-ї. На початку 1944 року 13 гв. повітрянодесантна дивізія була переформована на 98-ту гвардійську стрілецьку дивізію, а вже до жовтня того ж року вона була переформована у 98-му гвардійську повітрянодесантну дивізію.

### Друга світова війна
В ході радянсько-німецької війни дивізія брала участь в наступних операціях:
- Свірсько-Петрозаводська операція;
- Будапештська операція;
- Віденська операція;
- Празька операція.

До 15 лютого 1945 року дивізія була знову переформована на 98 гв. стрілецьку дивізію.

### Холодна війна
3—14 червня 1946 року дивізія була переформована зі стрілецької на повітрянодесантну з дислокацією у Приморському ВО у складі 37-го гвардійського повітрянодесантного корпусу.
В 1951 році управління 37 гв.ПДК було передислоковано до Забайкальського ВО, туди ж передислокували і 98 гв. повітрянодесантну дивізію. У цей час корпусом командував легендарний генерал Василь Пилипович Маргелов. Через стрибки з парашутом проходив весь особовий склад корпусу, у тому числі тилові підрозділи корпусу.
До 1961 року дивізія включала такі підрозділи та частини: 217-й, 299-й та 300-й гв. повітрянодесантні полки та інші.
В липні — серпні 1969 року 98-му повітрянодесантну дивізію було передислоковано з Далекого Сходу до м. Болград Одеської області Української РСР.

### Розпад СРСР
Після розпаду СРСР, в період з липня 1992 по травень 1993 року, дивізія була розділена поміж Україною, Росією та Молдовою. Найменування 98-ма повітрянодесантна дивізія було успадкувано частиною з'єднання, що була передана до складу Збройних сил РФ. Російській Федерації відійшли штаб дивізії зі Бойовим прапором та нагородами, 299-й гвардійський парашутно-десантний полк з Бойовим прапором полку і бойовими машинами, 217-й гвардійський парашутно-десантний полк з Бойовим прапором полку, але без бойових машин, які залишилися Україні, більшу частину 1065-го артилерійського полку з Бойовим прапором і деякою частиною техніки дивізійного комплекту, яку також було виведено до РФ.
Україні відійшла частина 217-го гвардійського парашутно-десантного полку та частина 1065-го артилерійського полку, що дислокувався у селі Веселий Кут. Колісна техніка та інше майно полків, дислокованих в Україні поділили навпіл з Російською Федерацією.
Республіці Молдова відійшло близько 50 відсотків військової техніки та особового складу, а саме 300-й гвардійський парашутно-десантний ордена Кутузова III ступеня полк (в/ч 40390) з дислокацією в м. Кишинів (Молдова). Відповідно, 300-й гвардійський парашутно-десантний полк був виведений зі складу дивізії та йому був наданий статусу «окремого».

## Підпорядкування
37-й повітрянодесантний корпус
37-й гвардійський стрілецький корпус
7-ма армія
9-та гвардійська армія
ПДВ СРСР.

## Склад

### 1989
- Управління дивізії (в/ч 22081)[уточнити], м. Болград;
- 217-й гвардійський парашутно-десантний Свірський ордена Кутузова ступеня полк (в/ч 11389), м. Болград;
- 299-й гвардійський парашутно-десантний Кутузова III ступеня полк (в/ч 52432), м. Болград;
- 300-й гвардійський парашутно-десантний ордена Кутузова III ступеня полк (в/ч 40390), м. Кишинів;
- 1065-й гвардійський артилерійський Червонопрапорний полк (в/ч 31539), c. Веселий Кут (Одеська область);
- 215-та окрема гвардійська розвідувальна рота (в/ч 03391), м. Болград;
- 100-й окремий зенітний ракетно-артилерійський дивізіон (в/ч 73512), м. Болград;
- 112-й окремий інженерно-саперний батальйон, м. Болград;
- 674-й окремий гвардійський батальйон зв'язку (в/ч 89592), м. Болград;
- 15-й окремий ремонтно-відновлювальний батальйон, м. Болград;
- 1683-й окремий батальйон матеріального забезпечення, м. Болград;
- 613-й окремий батальйон десантного забезпечення, м. Болград;
- 176-й окремий медичний батальйон, м. Болград;
- 728-ма станція фельд'єгерсько-поштового зв'язку (в/ч 36477), м. Болград;
- 243-тя окрема військово-транспортна авіаційна ескадрилья (в/ч 68226), м. Болград;
- окрема коментданська рота (в/ч 22081 А), м. Болград;
- окрема рота хімічного захисту (в/ч 22081 Б), м. Болград;
- полігон дивізії, с. Тарутине (Одеська область).

## Командири
- полковник Віндушев Костянтин Миколайович (23.12.1943 — 10.11.1944);
- генерал-майор Ларін Василь Михайлович (11.11.1944 — січень 1947);
- генерал-майор Мошляк Іван Никонович (з січня до травня 1947);
- генерал-майор Алімов Михайло Васильович (07.05.1947 — 1950);
- генерал-майор Савчук Валерій Іванович (з травня 1950 — 04.04.1952);
- генерал-майор Рябов Петро Михайлович (04.04.1952 — 1.07.1954);
- полковник Дєдов Іван Семенович (15.10.1954 — 30.05.1956);
- полковник Євдан Андрій Олексійович (30.05.1956 — 26.01.1957);
- генерал-майор Сорокін Михайло Іванович (26.02.1957 — 12.09.1962);
- генерал-майор Сухоруков Дмитро Семенович (12.09.1962 — 28.03.1966);
- генерал-майор Баранов Микола Єгорович (28.03.1966 — 1967);
- генерал-майор Самойленко Геннадій Климентович (1967—1973);
- Соколов Олексій Анатолійович (1973—1977);
- Лебедєв Віталій Михайлович (1977—1982);
- Пікаускас Освальдас Миколович (1982—1985);
- Чиндаров Олександр Олексійович (1985—1989);
- Востротін Валерій Олександрович (1989—1992).

## Нагороди
- 2 липня 1944 — почесне найменування Свірська;
- 26 квітня 1945 — орден Червоного прапора;
- 22 лютого 1968 — ордена Кутузова ІІ ступеня.